# Veress Lukács
Veress Lukács (Rigmány, 1939. szeptember 14. – Gyergyószentmiklós, 2007. január 9.) erdélyi magyar fizikus, informatikus, fizikai és informatikai szakíró.

## Életútja, munkássága
Tanulmányait Gyergyószentmiklóson, Bukarestben és Kolozsváron végezte. Gyergyószentmiklóson tanárként kezdte szakmai pályafutását, közben informatikusként dolgozott a Szövöde számítógépközpontjában, majd fizikus-informatikus volt az IMG kutatólaboratóriumában nyugalomba vonulásáig (1996). Több szakcikk és tudománynépszerűsítő írás szerzője. Nyugdíjas korában a Fizikai feladatok c. kötet folytatásán dolgozott.

## Kötetei
- Mit tud a zsebszámítógép? (társszerzők Márton László és Nagy Vilmos, Bukarest, 1982. Kriterion Kiskalauz);
- Fizikai feladatok – elektromosságtan (magyar–román kétnyelvű példatár, Budapest, 1995).